# コーク空港

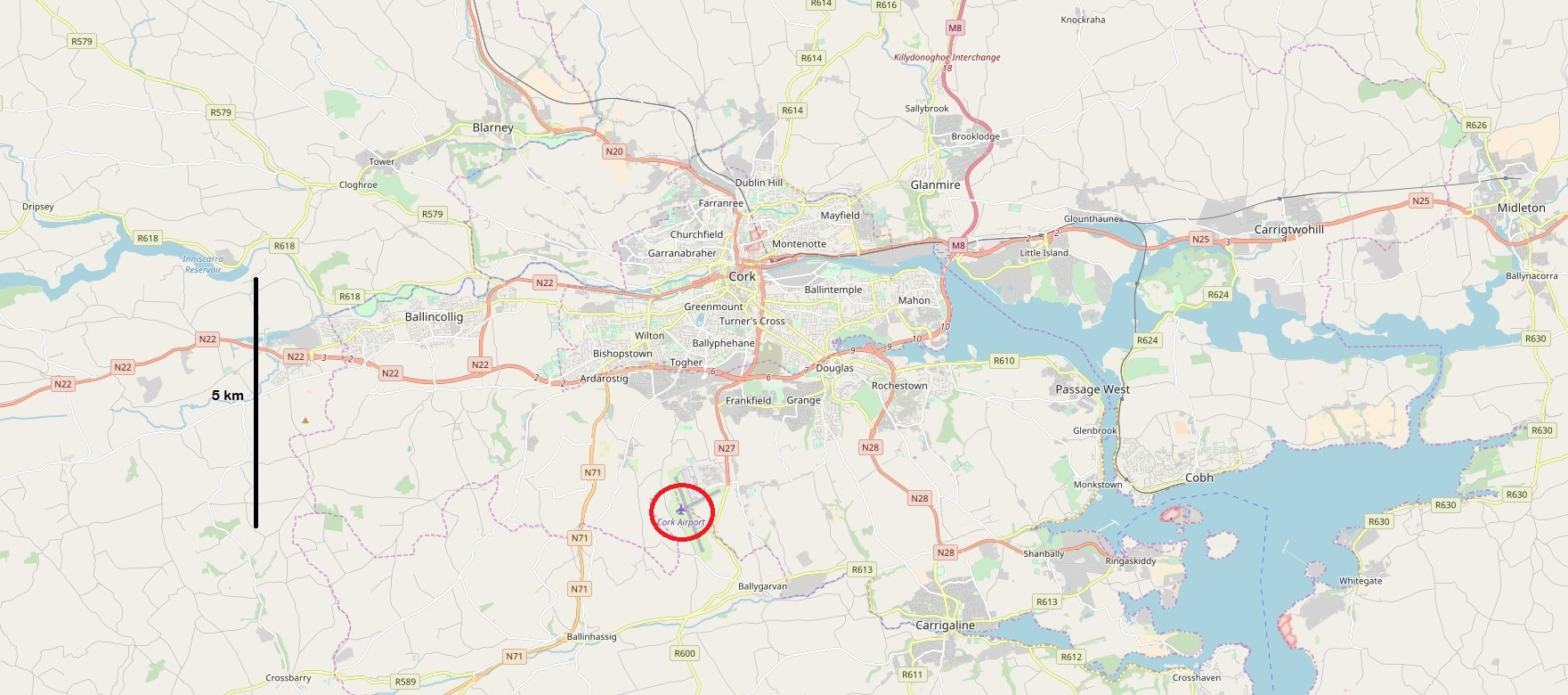
コークにおけるコーク空港の位置

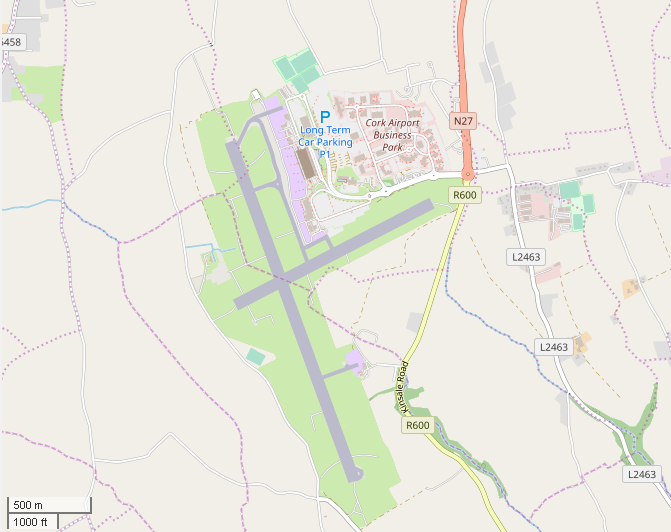
コーク空港の地図

コーク空港（コークくうこう、愛: Aerfort Chorcaí、英: Cork Airport）は、アイルランドのコーク県コークにある国際空港。空港コードはORK。

## 概要
コーク空港は、ダブリン空港に次いで国内で2番目に利用者数の多い空港で、アイルランド島内ではダブリン空港、ベルファスト国際空港に次いで3番目に利用者数の多い空港である。ファーマーズ・クロスとして知られる地域のコーク市内中心部から南へ6.5kmに位置している。2018年、コーク空港は2,392,821人の旅客数を記録し、年間で3.7％増加した。エアリンガスとライアンエアーの拠点空港のひとつである。
標高153m（502フィート）のコーク空港は、霧が発生しやすく、雲底が低い場合がある。計器着陸装置がカテゴリーIIに引き上げられ、主滑走路の305m（1,001フィート）の延長と合わせて、迂回の数が大幅に削減された。しかし、厳しい悪天候時には、延長やシャノン空港、ダブリン空港、ケリー空港などへ迂回する可能性がある。同様に、これらの空港からの迂回路が時折コークに着陸する。
主滑走路の長さがそれほど長くないため、ワイドボディ機は不定期にコーク空港を訪れる。例を挙げると、マンスター・ラグビーチームなどのスポーツイベントへのチャーター便などが発着する。

## 歴史

### 1957年から1980年
1957年にアイルランド政府はコークの空港建設に同意した。様々な敷地を検討した後、空港をバリーガルバンに建設することが合意された。1959年に推定100万ポンドの費用で空港建設を入札者が招待された。エアリンガスとカンブリア航空による開港4日前の飛行を実証した後、空港は1961年10月16日に正式に開港した。ヴィンセント・ファニングが最初のマネージャーだった。初年度の空港での乗客数は10,172人で、2007年の1日あたりの平均乗客数に近かった。1964年3月29日、最初のジェット機である英国海外航空のデ・ハビランド DH.106 コメットがコーク空港に着陸した。1969年までに、エアリンガスはロンドン（ヒースロー）、マンチェスター、ブリストルに向けて運航していた。
1975年、当時の空港当局であったエアリアンタは、ターミナル施設の改善を目的とした旅客ターミナルの調査を行った。この調査結果により、今後の2年間で出発ロビー、到着ロビー、オフィスビル、インフォメーションデスク、オフィス、ラウンジが設置された。新たな拡張と施設は1978年にオープンした。

### 1980年から2000年
1980年代は、主エプロンの延長から始まった。ロンドン（ガトウィック）への路線が始まり、エアリンガス・コミューターがダブリン空港への国内線を開始した。エアリアンタは、1985年に大幅な成長を遂げた後、大規模な拡張開発計画を実施することを目的とし、ターミナル施設の調査を行った。1987年6月8日にライアンエアーはコーク空港に就航し、翌年にはターミナル拡張開発計画の第1段階が完了した。300m（1,000フィート）の主滑走路延長が1989年に供用を開始した。
1990年代は、1991年にターミナル拡張の第2段階が完了し、1992年に第3段階が完了し、1994年に計画が完了したことから始まった。

### 2000年代
グレート・サウザン・ホテルは2001年に空港の敷地内に開業し、推定1億4000万ユーロの費用で、新たなターミナルビルと付随的な設備投資工事の計画が立てられた。また、2001年末に向けて、新たに設立されたアイルランドのコミューター航空会社のエアアランがコークを2番目の拠点とし、路線を開設した。
ターミナルの建設に伴って、非分離道路から分離道路に増設され、短期的な立体駐車場が建設された。ボーディング・ブリッジは元のターミナル設計に含まれていたが、コーク空港を使用する格安航空会社の代表がボーディング・ブリッジを望まないこと、使用しないこと、料金を支払わないことを明らかにしたため、1つしか造られなかった。この状況では、空港公団のDAAは施設の建設中にターミナルデザインからボーディング・ブリッジを取り外した。
2005年に、ライアンエアーはヨーロッパで15番目の拠点、アイルランドで2番目の拠点としてコーク空港に開設した。翌年、新しいターミナルは2006年8月15日に開港した。ヘルムース・オバタ・カッサバウムおよびジェイコブス・エンジニアリング・グループによって設計されたターミナルは、21世紀のアイルランドで最初に建てられた空港ターミナルビルだった。
2008年4月、コーク空港公団の理事会は、1票でダブリン空港からの独立を確保するために、コーク空港の再開発においてダブリン空港公団が負った1億1,300万ユーロの債務に対する責任を受け入れることに同意した。これは、コーク空港公団が無借金で設立されるという政府の約束にもかかわらずだった。コーク空港公団委員会はまた、コーク空港が課されていた債務のレベルとその将来の持続可能性への潜在的な影響についての強い留保を述べた。2008年4月下旬、コーク空港公団の会長であるジョー・ガントリーは、同年7月末から辞任を発表し、ゲリー・ウォルシュが同役職についた。
アイルランド航空局（IAA）は、古い滑走路から主滑走路の西に1kmのところに新たな管制塔を完成させた。総費用は750万ユーロで、IAAが全面的に資金提供し、政府からの資金援助はなかった。2007年8月に着工され、2008年6月に完成したが、試運用は2009年10月中旬まで行われた。新しい管制塔は、2009年10月20日の0時1分に正式に供用を始めた。

### 2010年代
2011年10月16日、コーク空港は開業50周年を迎えた。
2013年、コーク空港は、空港評議会国際ヨーロッパが実施した乗客の世界的な調査において、総合的な顧客満足度で1位に選ばれた。調査では、世界61か所の地方空港で8つのカテゴリの顧客満足度を測定し、コーク空港が最高得点を示した。
2014年、2020年の目標より6年早く、エネルギーコストを33％削減するという公共部門の義務を果たし、2014年の持続可能なエネルギー賞の公共部門で1位を獲得した。
2016年、コーク空港はブリュッセルのEU広報賞（EuroPAwards）で企業キャンペーン・オブ・ザ・イヤー賞を受賞した。これは、主に大西洋横断ルートを確保する取り組みが功を奏したためである。また、ドローンなどがヨーロッパ全土で航空機に接近または離陸する際に起こった事件に続いて、コーク空港から5km以内に無人航空機（ドローン）なしのゾーンを開設したアイルランドで最初の空港となった。しかし、2017年4月の間に少なくとも2台のドローンが空域に侵入した。
2017年6月、第27回空港国際評議会（ACI）ヨーロッパ総会で「500万人未満のヨーロッパで最高の空港」に選ばれた。

## 管理会社
1961年の開港以来、空港は運輸・電力省（現在の運輸省）によって管理されていた。エアリアンタは1969年4月1日にコーク空港とシャノン空港を統括し、空港の資産は1998年の航空運輸（修正）法に基づいて会社に譲渡された。エアリアンタは2004年の国家空港法に基づき、ダブリン空港公団（DAA）に改称され、コーク空港とシャノン空港を管理していた。2012年12月31日の23時59分にはシャノン空港が独立し、DAAはダブリン空港とコーク空港のみを管理している。
2013年7月、ダブリン空港公団は、アイルランド政府によって正式に「DAA公開有限会社（DAA plc）」と改名された。この変更は、主にDAAの全体的な機能と関連性がほとんどないと思われる「ダブリン（Dublin）」と「公団（Authority）」を名称から削除したことだった。2014年11月6日に発効した。

## 旅客施設
コーク空港のターミナルには、保安検査場の前後に小売店、レストラン、両替所、ラウンジがある。8つのゲートがあり、そのうち2つにはボーディング・ブリッジがある。無料無線LANはターミナル全域で利用できる。
旅客ターミナルに隣接するホテルがビジネスパーク内にあるコーク・インターナショナルホテルと、空港敷地内のターミナルの向かい側にあるコーク・エアポートホテル（旧パーク・イン・ラディソンホテル）の2件がある。

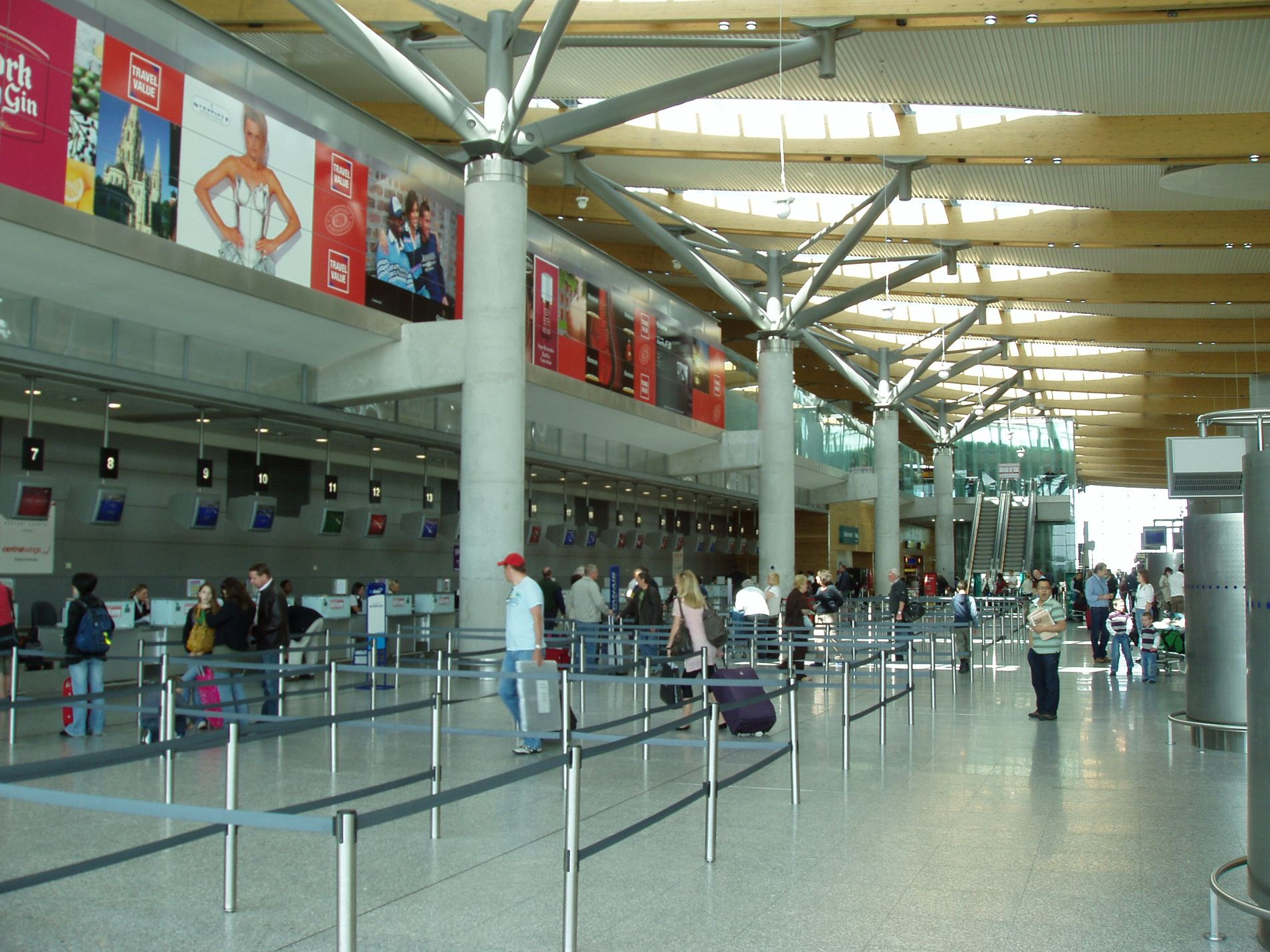
出発ロビー
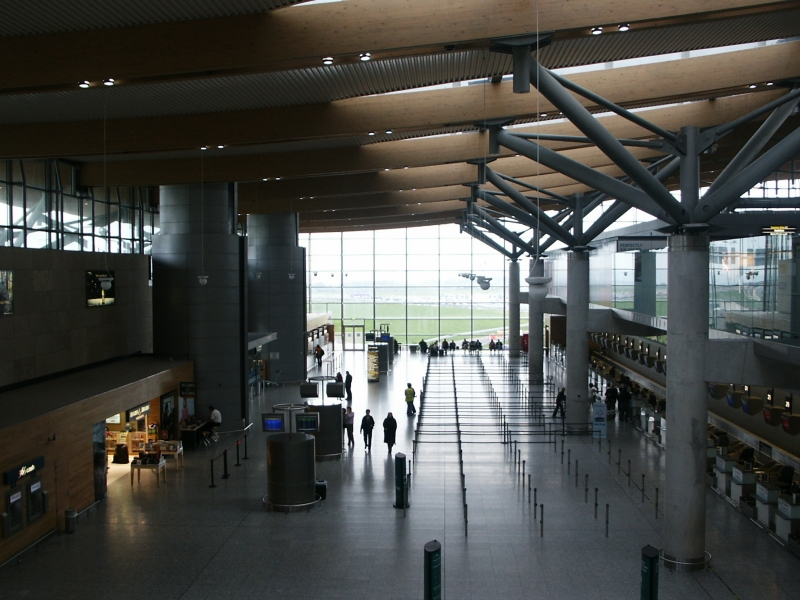
2階から見た出発ロビー

## 開発計画

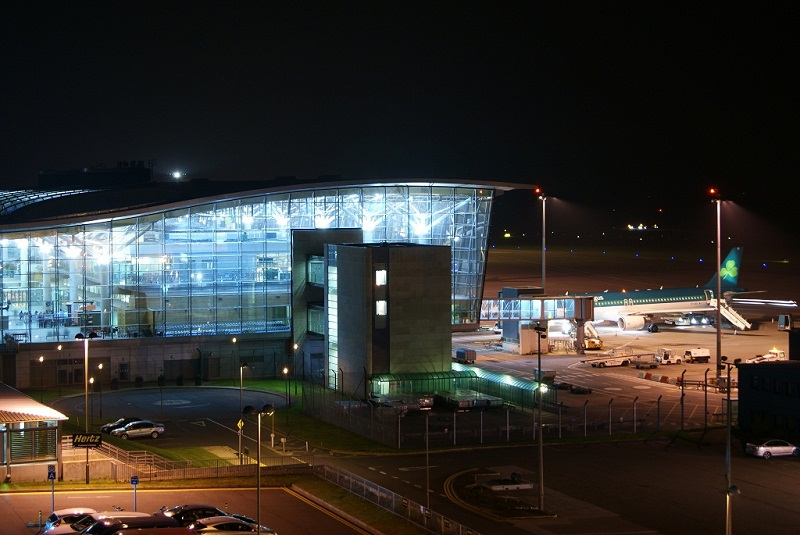
夜のコーク空港

2013年、コーク空港は2023年までの空港全体の開発に関するマスタープランを完成させた。
この計画では、現在空港の北東にある貨物エリアが敷地の南東に移動し、一般航空エリアが空港の南西の主滑走路の反対側に移動することが想定されている。貨物エリアの撤去からのスペースを使用し、ターミナルを北方向に延長し、航空機の駐機場を2倍にする可能性がある。また、旧ターミナルビルが撤去されることを要求している。
国道N27号を各方向に2車線に増線したり、専用バスレーンを追加したりするなど、輸送インフラストラクチャーの並行計画も存在する。空港の入口にある環状交差点は、地下道で強化される。
2017年2月に訓練、保安検査、レストラン施設のために400万ユーロが空港に投資され、既存のレストランがランドサイドからエアサイドに移転することが発表された。

## 就航航空会社と就航都市
2020年6月現在の就航都市は以下の通り。
※ 航空連合は右記のとおり。SA : スターアライアンス、OW : ワンワールド、ST : スカイチーム

※ 語末の★は、格安航空会社 (LCC)
| 航空会社                                    | 就航地 |
| ------------------------------------------- | --- |
| エアリンガス                                | 西欧:アムステルダム、パリ/シャルル・ド・ゴール、ロンドン/ヒースロー 南欧:マラガ、ランサローテ、リスボン 季節運航 西欧:ニース 東欧:ドゥブロヴニク 中欧:ミュンヘン 南欧:アリカンテ、グラン・カナリア、テネリフェ・スール、バルセロナ、パルマ・デ・マヨルカ、ファロ 季節チャーター便:ザルツブルク、ロヴァニエミ空港                        |
| エアリンガス・リージョナル                  | エディンバラ、グラスゴー、バーミンガム、ブリストル、マンチェスター 季節運航:ニューキー、レンヌ |
| ライアンエアー★                             | 西欧:リバプール、ロンドン/ガトウィック、ロンドン/スタンステッド、ロンドン/ルートン 東欧:ブダペスト、ポズナン 中欧:ヴロツワフ、グダニスク 南欧:グラン・カナリア、テネリフェ・スール、ファロ、マラガ、マルタ、ランサローテ 季節運航 西欧:カルカソンヌ、ボルドー 南欧:アリカンテ、ジローナ、ナポリ、パルマ・デ・マヨルカ、ベルガモ、レウス |
| TUIエアウェイズ★                            | 季節チャーター便:パルマ・デ・マヨルカ（2021年5月1日就航予定）、ランサローテ |
| エールフランス (ST)                         | 季節運航:パリ/シャルル・ド・ゴール |
| アルバスター ★                              | 季節チャーター便:パルマ・デ・マヨルカ |
| イベリア・エクスプレス (OW)                 | 季節運航:マドリード |
| ボロテア★                                   | 季節運航:ヴェローナ 季節チャーター便:パルマ・デ・マヨルカ |
| スイス インターナショナル エアラインズ (SA) | 季節運航:チューリッヒ |
| KLMオランダ航空 (ST)                        | アムステルダム (2019年8月3日就航予定) |

## 統計

### 乗客数
コーク空港の乗客数は1998年から2008年までの10年間、年々平均約14.8％増加し、約130万人から320万人を超えた。しかし、その後の7年間で乗客数は2015年に210万人をわずかに下回った。乗客数は2016年に増加に戻り、前年比7.7％増の223万人の乗客となった。2017年には、この数は230万人に増加し、2018年にはさらに4％増加し、約240万人となった。
|                       |
| 更新日：2019年2月27日 |

| 年                                                                                              | 旅客数    | 前年比 |
| ----------------------------------------------------------------------------------------------- | --------- | ------ |
| 1998                                                                                            | 1,315,224 | –      |
| 1999                                                                                            | 1,501,974 | 14.2   |
| 2000                                                                                            | 1,680,160 | 11.9   |
| 2001                                                                                            | 1,775,817 | 5.7    |
| 2002                                                                                            | 1,874,447 | 5.6    |
| 2003                                                                                            | 2,182,157 | 16.4   |
| 2004                                                                                            | 2,254,251 | 3.3    |
| 2005                                                                                            | 2,729,906 | 21.1   |
| 2006                                                                                            | 3,010,575 | 10.3   |
| 2007                                                                                            | 3,180,259 | 5.6    |
| 2008                                                                                            | 3,258,639 | 2.5    |
| 2009                                                                                            | 2,769,048 | 15.0   |
| 2010                                                                                            | 2,425,131 | 12.4   |
| 2011                                                                                            | 2,361,947 | 2.6    |
| 2012                                                                                            | 2,340,115 | 0.9    |
| 2013                                                                                            | 2,258,005 | 3.5    |
| 2014                                                                                            | 2,144,476 | 5.0    |
| 2015                                                                                            | 2,071,210 | 3.4    |
| 2016                                                                                            | 2,230,564 | 7.7    |
| 2017                                                                                            | 2,308,507 | 3.5    |
| 2018                                                                                            | 2,392,821 | 3.7    |
| 2019                                                                                            | 2,585,466 | 8.3    |
| 出典： 1998–2001 – エアリアンタ 2002–2006 – DAA 2007–2011 – DAA 2012–2016 – DAA 2017–2018 – DAA |           |        |

### 旅客数が多い国際路線
| 順位             | 空港                       | 旅客数  | 前年比 |
| ---------------- | -------------------------- | ------- | ------ |
| 1                | ロンドン・ヒースロー       | 379,146 | 06.0   |
| 2                | ロンドン・スタンステッド   | 346,099 | 00.3   |
| 3                | アムステルダム             | 157,357 | 01.0   |
| 4                | マラガ                     | 155,836 | 04.0   |
| 5                | パリ＝シャルル・ド・ゴール | 135,730 | 010.7  |
| 6                | ロンドン・ガトウィック     | 125,651 | 02.2   |
| 7                | ファロ                     | 125,409 | 05.6   |
| 8                | マンチェスター             | 108,018 | 01.6   |
| 9                | ランサローテ               | 105,538 | 06.0   |
| 10               | ロンドン・ルートン         | 97,174  | 0637.2 |
| 11               | バーミンガム               | 84,481  | 09.5   |
| 12               | リバプール                 | 72,959  | 01.0   |
| 13               | アリカンテ                 | 61,970  | 079.7  |
| 14               | エディンバラ               | 56,886  | 013.1  |
| 15               | パルマ・デ・マヨルカ       | 56,813  | 07.3   |
| 出典：中央統計局 |                            |         |        |

## ビジネスパーク
9.3ヘクタール（23エーカー）のビジネスパークが1998年10月から空港に開発された。2017年の時点でビジネスパークには、Amazon、IBM、バンク・オブ・ニューヨーク・メロン、ロジクール、アビバなどの50を超えるテナント企業がある。

## 空港へのアクセス

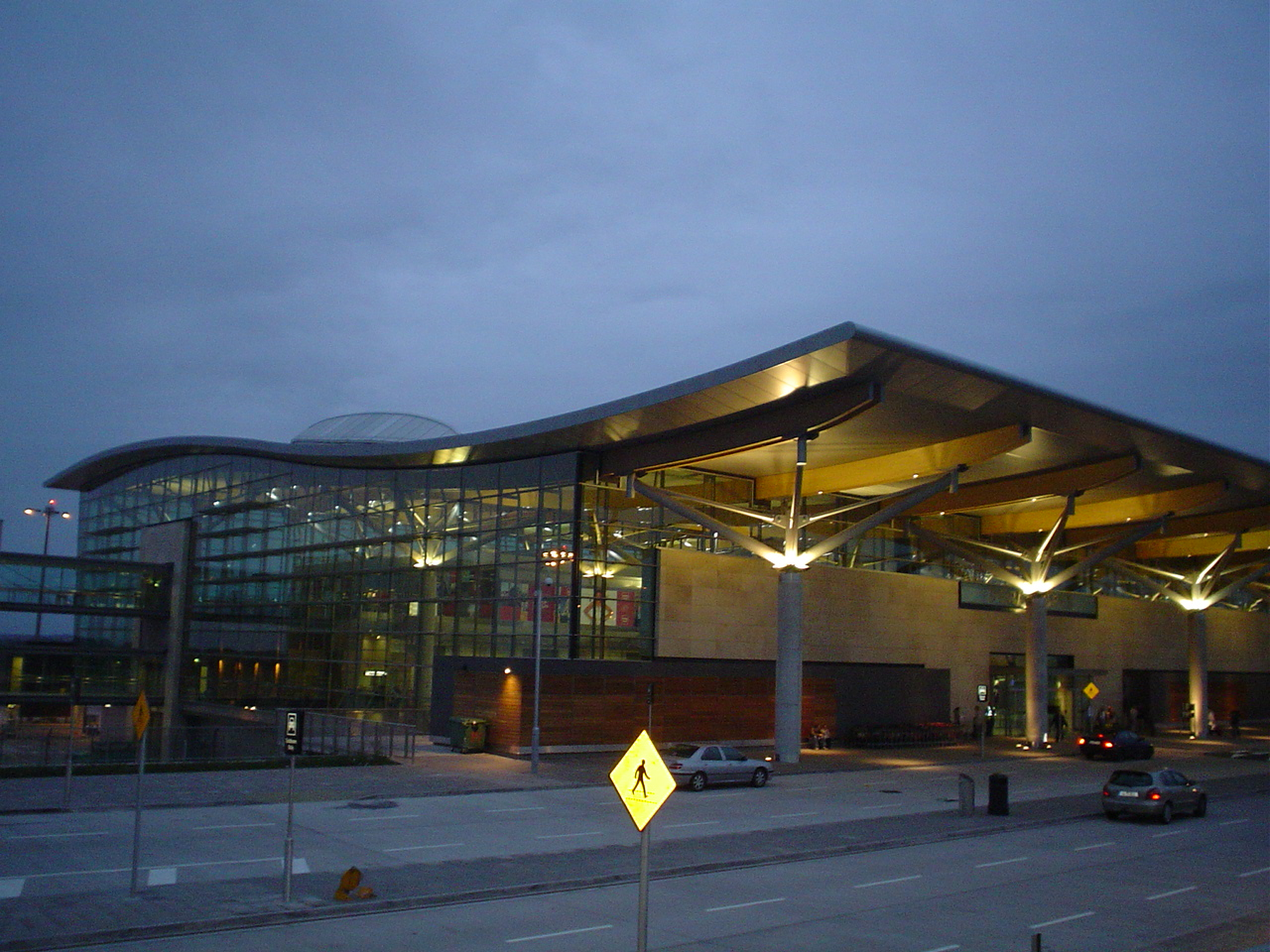
コーク空港の外

### バス
バス・エールンは、コーク市内中心部からキンセール（226番線）から、季節運行でケンメア（252番線）から空港へ運行している。225番線は、コーク空港とバリーガーバンを経由し、カリガラインとリンガスキディを結んでいる。シティリンク・アイルランドとバス・エールンは、ゴールウェイからリムリック経由で空港への路線も運行している。

### タクシー
タクシーは、到着口の外にあるタクシー乗り場から利用できる。

### 鉄道
2020年9月現在、コーク空港への鉄道路線はない。最寄りの駅は市内にあるアイルランド国鉄のコーク・ケント駅である。

### 車
コーク空港は、コークの北、西、または東から来る場合は国道N27号線の南端にあるコーク市内中心部から7.5キロメートル（4.7マイル）にあり、キンセールからの地方道R600号線の末端にある。DAAは空港内のすべての駐車場を運営しており、敷地内には短期と長期の両方があり、合計で4,600を超える駐車スペースが提供されている。また、ターミナルビルの到着ロビーにはレンタカー会社もある。

## 事故・事件関連
- 1968年3月24日、エアリンガス712便は、コーク空港を10時32分にロンドン・ヒースロー空港へ向けて出発し、FL170に達した。乗務員は10時57分にFL170のバノウのレポートポイントで報告し、周波数をロンドン航空交通管制部に変更するよう指示された。わずか8秒後に、メッセージが受信され、後に「12,000フィートが急速に下降している」と解釈された。ビッカース バイカウントが降下し、タスカー・ロックから1.7海里（3.1km; 2.0mi）で海に激突した。乗客乗務員合わせて61名が死亡した。

- 2011年2月10日、マンクス2 7100便は、ベルファスト・シティ空港からコーク空港までの路線を乗客10名と乗務員2名で運航しており、視界の悪い状況でコーク空港に着陸しようとした3回目の試みの9時50分に、着陸失敗し、乗員乗客12名の内、機長と副操縦士および乗客4名の合計6名が死亡し、乗客4名が重傷を負った[38][39]。
- 2011年5月22日の午後4時30分頃、男がコーク市のアイルランド警察の車両に乗り込み、車両内にいた警察官をナイフで斬りつけた。警官は車両から飛び降り、男はそのまま運転を始め、いくつかの乗用車に衝突しながらコーク空港へ向かった。午後4時50分頃、パトカーが故障する前に周辺の空港フェンスを突破。男はパトカーを放棄し、再びナイフで空港消防車をハイジャックした。この時点で、航空管制はすべての運航を中断していた。男は不規則に空港の誘導路を走り、駐機していたトーマス・クック航空機の下を高速で運転していた。その間、複数のパトカーと空港車両に突進し、その後エアリンガス航空機を突撃しようとした。ハイジャックされた車両はエンストを起こし、エアバスA320から足を止めた。武装した警察官らはスタンガンで男を鎮圧した。男が逮捕され、空港の境界が確保された後、すべての便は再開された[40][41][42][43]。

### SNS
- コーク空港 (@CorkAirport) - X（旧Twitter）
- コーク空港 (FlyCork) - Facebook
- コーク空港 (@corkairport) - Instagram

### 空中写真
- ウィキペディア Map Sources
  - 北緯51度50分28.57秒西経08度29分28.00秒
- 地図 - オープンストリートマップ